# National Hockey League 2015-2016
La stagione 2015-2016 è la 99ª stagione di attività della National Hockey League (la 98ª di gioco effettivo). La stagione regolare è iniziata il 7 ottobre 2015 e terminerà il 9 aprile 2016. I Pittsburgh Penguins sconfissero i San Jose Sharks nella finale di Stanley Cup per 4-2, conquistando il quarto titolo nella storia della franchigia, il primo da quello del 2009.

## Squadre partecipanti
- Anaheim Ducks
- Arizona Coyotes
- Boston Bruins
- Buffalo Sabres
- Calgary Flames
- Carolina Hurricanes
- Chicago Blackhawks
- Colorado Avalanche
- Columbus Blue Jackets
- Dallas Stars
- Detroit Red Wings
- Edmonton Oilers
- Florida Panthers
- Los Angeles Kings
- Minnesota Wild

- Montreal Canadiens
- Nashville Predators
- New Jersey Devils
- New York Islanders
- New York Rangers
- Ottawa Senators
- Philadelphia Flyers
- Pittsburgh Penguins
- San Jose Sharks
- St. Louis Blues
- Tampa Bay Lightning
- Toronto Maple Leafs
- Vancouver Canucks
- Washington Capitals
- Winnipeg Jets

## Off-season

### NHL Entry Draft
L'Entry Draft si tenne fra il 26 e il 27 giugno 2015 presso il BB&T Center di Sunrise, in Florida. Gli Edmonton Oilers nominarono come prima scelta assoluta il giocatore canadese Connor McDavid. Jack Eichel (Buffalo Sabres), Dylan Strome (Arizona Coyotes), Mitchell Marner (Toronto Maple Leafs) e Noah Hanifin (Carolina Hurricanes) completano in quest'ordine l'elenco delle prime cinque scelte. Il primo europeo ad essere chiamato fu Pavel Zacha, ceco, scelto per sesto dai New Jersey Devils, mentre il primo portiere fu il russo Il'ja Samsonov, scelto per 22º dai Washington Capitals.

### Cambiamenti al regolamento
Il 24 giugno 2015 il Board of Governors della NHL approvò alcuni cambiamenti al regolamento, che comprendono: 
- Overtime: il tempo supplementare da 5 minuti disputato al termine delle partite di regular season terminate in parità, anziché in 4 contro 4 (come avveniva dalla stagione 1999-2000), ora si disputa in 3 contro 3. L'effetto di eventuali penalità che vengono scontate nel supplementare (sia riportate dal terzo periodo sia comminate nell'overtime stesso) modifica il numero di giocatori in pista, ma le due squadre non potranno mai avere meno di tre giocatori di movimento sul ghiaccio. Ad esempio, se una squadra si trova a dover giocare in power-play, giocherà in 4 contro 3. Al termine della penalità, il rientro in pista del giocatore penalizzato darà luogo a una situazione temporanea di 4 contro 4, che verrà rettificata alla prima interruzione di gioco.
- Coach's challenge: in determinate occasioni, un allenatore può richiedere un challenge, ossia mettere in discussione una decisione arbitrale chiedendo una video-revisione dell'episodio incriminato. Il challenge deve essere chiamato alla prima interruzione in seguito all'azione incriminata e prima della ripresa del gioco. Se il challenge non ha successo (ossia, la decisione viene confermata), la squadra che ha chiamato il challenge perde il proprio time-out a disposizione. Va da sé, quindi, che la mancata disponibilità di time-out preclude la possibilità di utilizzare il challenge. Le possibili situazioni in cui il challenge può essere chiamato sono le seguenti:
  - un'azione che si conclude con una rete, in cui la difesa sostiene che la rete sia da annullare per un fuorigioco non rilevato all'attacco
  - un'azione che si conclude con una rete, in cui la difesa sostiene che la rete sia da annullare a causa di un'interferenza sul portiere, come descritta nelle regole 69.1, 69.3 e 69.4 del regolamento ufficiale
  - un'azione che si conclude con una rete annullata in seguito a interferenza sul portiere, in cui l'attacco sostiene che la rete sia da convalidare in quanto:
    - non si è verificato alcun contatto tra attaccanti e portiere, oppure
    - l'attaccante è venuto a contatto con il portiere a causa di una spinta da parte di uno o più difensori, oppure
    - il posizionamento dell'attaccante nell'area di porta non ha causato alcun impedimento al portiere, non avendo così alcun effetto sull'azione
- Ingaggi: in ogni ingaggio che non viene effettuato al centro della pista, il giocatore che si trova nella propria metà campo difensiva deve posare per primo la stecca sul ghiaccio, a differenza di quanto avveniva in precedenza, in cui era il giocatore della squadra ospite a farlo (ciò avviene tuttora per gli ingaggi effettuati al centro della pista).

### Possibile espansione della Lega
Per la prima volta dal 2000 la lega approvò una mozione per una possibile espansione a nuove franchigie a partire dalla stagione 2017-18. Durante l'estate del 2015 vennero presentate ufficialmente due proposte: quella del gruppo Quebecor intenzionato a rifondare i Quebec Nordiques in una nuova arena a Québec, e Bill Foley, deciso a portare una franchigia a Las Vegas.

## Stagione regolare

### Eventi speciali

#### All-Star Game
L'edizione 2016 dell'All-Star Game si è tenuto alla Bridgestone Arena di Nashville, Tennessee, palazzetto in cui giocano i Nashville Predators, domenica 31 gennaio 2016.
Per la stagione 2015-16 il formato dell'All-Star Game è stato cambiato. Anziché avere una partita singola tra due squadre, si svolge un mini-torneo tra quattro squadre (ciascuna in rappresentanza di una division) con semifinali e finale. Le tre partite sono disputate in 3 contro 3 e durano 20 minuti, con cambio di campo a metà. In caso di pareggio si va subito agli shootout, senza overtime. Le squadre sono composte da 11 giocatori ciascuna (sei attaccanti, tre difensori e due portieri).

Nelle semifinali si affrontano a due a due le division appartenenti alla stessa conference (Atlantic contro Metropolitan, Central contro Pacific).
A differenza di quanto avveniva negli anni precedenti, a causa del cambio di formato, le votazioni dei fan non sono servite più a determinare i titolari, ma ad eleggere i capitani delle quattro squadre. Le votazioni si sono chiuse il 1º gennaio 2016; i quattro posti sono stati assegnati a Jaromír Jágr (Florida Panthers / Atlantic Division), Aleksandr Ovečkin (Washington Capitals / Metropolitan Division), Patrick Kane (Chicago Blackhawks / Central Division) e John Scott (Arizona Coyotes / Pacific Division). Il 6 gennaio 2016 sono stati annunciati i roster completi delle quattro squadre, che vedono la presenza di almeno un giocatore per ogni squadra NHL
Nella settimana precedente alla partita Scott è stato ceduto ai Montréal Canadiens, e da questi assegnato alla propria affiliata AHL, i St.John's Ice Caps. Nonostante non facesse più parte né degli Arizona Coyotes, né tantomeno di un roster NHL, la lega gli ha comunque concesso di partecipare. Il torneo è stato vinto dalla Pacific Division, grazie al successo per 1-0 in finale sulla Atlantic Division. In precedenza, nelle semifinali, la Atlantic aveva sconfitto la Metropolitan per 4-3, mentre la Pacific aveva prevalso sulla Central per 9-6. MVP del torneo è stato proprio John Scott.

#### Winter Classic
L'ottava edizione del NHL Winter Classic si è tenuta il 1º gennaio 2016 al Gillette Stadium di Foxborough, Massachusetts, e ha visto affrontarsi due "Original Six" e rivali storici: Boston Bruins e Montréal Canadiens. Per i Bruins si trattava della seconda partecipazione (sconfissero i Philadelphia Flyers nell'edizione 2010 per 2-1 all'overtime), mentre per i Canadiens era la prima.
La partita si è conclusa con la vittoria dei Canadiens per 5-1. Brendan Gallagher (Montréal), Mike Condon (Montréal) e Matt Beleskey (Boston) sono stati nominati, in quest'ordine, three stars dell'incontro.

#### Stadium Series
In aggiunta al Winter Classic, per la stagione 2015-16 erano in programma due ulteriori partite all'aperto, facenti parte delle Stadium Series:
- Minnesota Wild - Chicago Blackhawks (giocata al TCF Bank Stadium di Minneapolis, Minnesota il 21 febbraio 2016; vinta dai Wild per 6-1)
- Colorado Avalanche - Detroit Red Wings (giocata al Coors Field di Denver, Colorado il 27 febbraio 2016; vinta dai Red Wings per 5-3)

## Classifiche
= Qualificata per i playoff,       = Primo posto nella Conference,       = Vincitore del Presidents' Trophy, () = Posizione nel tabellone dei playoff
Source: National Hockey League
Situazione aggiornata dopo le partite disputate l'11 aprile 2016.

### Eastern Conference
Atlantic Division
|    |                          | PG | V  | S  | OTS | GF  | GS  | PT  |
| -- | ------------------------ | -- | -- | -- | --- | --- | --- | --- |
| 1. | Florida Panthers (A1)    | 82 | 47 | 26 | 9   | 239 | 203 | 103 |
| 2. | Tampa Bay Lightning (A2) | 82 | 46 | 31 | 5   | 227 | 201 | 97  |
| 3. | Detroit Red Wings (A3)   | 82 | 41 | 30 | 11  | 211 | 224 | 93  |
| 4. | Boston Bruins            | 82 | 42 | 31 | 9   | 240 | 230 | 93  |
| 5. | Ottawa Senators          | 82 | 38 | 35 | 9   | 236 | 247 | 85  |
| 6. | Montréal Canadiens       | 82 | 38 | 38 | 6   | 221 | 236 | 82  |
| 7. | Buffalo Sabres           | 82 | 35 | 36 | 11  | 201 | 222 | 81  |
| 8. | Toronto Maple Leafs      | 82 | 29 | 42 | 11  | 198 | 246 | 69  |

Metropolitan Division
|    |                          | PG | V  | S  | OTS | GF  | GS  | PT  |
| -- | ------------------------ | -- | -- | -- | --- | --- | --- | --- |
| 1. | Washington Capitals (M1) | 82 | 56 | 18 | 8   | 252 | 193 | 120 |
| 2. | Pittsburgh Penguins (M2) | 82 | 48 | 26 | 8   | 245 | 203 | 103 |
| 3. | New York Rangers (M3)    | 82 | 46 | 27 | 9   | 236 | 217 | 101 |
| 4. | New York Islanders (WC)  | 82 | 45 | 27 | 10  | 232 | 216 | 100 |
| 5. | Philadelphia Flyers (WC) | 82 | 41 | 27 | 14  | 214 | 218 | 96  |
| 6. | Carolina Hurricanes      | 82 | 35 | 31 | 16  | 198 | 226 | 86  |
| 7. | New Jersey Devils        | 82 | 38 | 36 | 8   | 184 | 208 | 84  |
| 8. | Columbus Blue Jackets    | 82 | 34 | 40 | 8   | 219 | 252 | 76  |

### Western Conference
Central Division
|    |                          | PG | V  | S  | OTS | GF  | GS  | PT  |
| -- | ------------------------ | -- | -- | -- | --- | --- | --- | --- |
| 1. | Dallas Stars (C1)        | 82 | 50 | 23 | 9   | 267 | 230 | 109 |
| 2. | St. Louis Blues (C2)     | 82 | 49 | 24 | 9   | 224 | 201 | 107 |
| 3. | Chicago Blackhawks (C3)  | 82 | 47 | 26 | 9   | 235 | 209 | 103 |
| 4. | Nashville Predators (WC) | 82 | 41 | 27 | 14  | 228 | 215 | 96  |
| 5. | Minnesota Wild (WC)      | 82 | 38 | 33 | 11  | 216 | 206 | 87  |
| 6. | Colorado Avalanche       | 82 | 39 | 39 | 4   | 216 | 248 | 82  |
| 7. | Winnipeg Jets            | 82 | 35 | 39 | 8   | 215 | 239 | 78  |

Pacific Division
|    |                        | PG | V  | S  | OTS | GF  | GS  | PT  |
| -- | ---------------------- | -- | -- | -- | --- | --- | --- | --- |
| 1. | Anaheim Ducks (P1)     | 82 | 46 | 25 | 11  | 218 | 192 | 103 |
| 2. | Los Angeles Kings (P2) | 82 | 48 | 28 | 6   | 225 | 195 | 102 |
| 3. | San Jose Sharks (P3)   | 82 | 46 | 30 | 6   | 241 | 210 | 98  |
| 4. | Arizona Coyotes        | 82 | 35 | 39 | 8   | 209 | 245 | 78  |
| 5. | Calgary Flames         | 82 | 35 | 40 | 7   | 231 | 260 | 77  |
| 6. | Vancouver Canucks      | 82 | 31 | 38 | 13  | 191 | 243 | 75  |
| 7. | Edmonton Oilers        | 82 | 31 | 43 | 8   | 203 | 245 | 70  |

### Statistiche

#### Classifica marcatori
La seguente lista elenca i migliori marcatori al termine della stagione regolare.

| Giocatore        | Squadra             | PG | G  | A  | P   | +/- | PIM |
| ---------------- | ------------------- | -- | -- | -- | --- | --- | --- |
| Patrick Kane     | Chicago Blackhawks  | 82 | 46 | 60 | 106 | +17 | 30  |
| Jamie Benn       | Dallas Stars        | 82 | 41 | 48 | 89  | +7  | 64  |
| Sidney Crosby    | Pittsburgh Penguins | 80 | 36 | 49 | 85  | +19 | 42  |
| Joe Thornton     | San Jose Sharks     | 82 | 19 | 63 | 82  | +25 | 54  |
| Erik Karlsson    | Ottawa Senators     | 82 | 16 | 66 | 82  | -2  | 50  |
| Joe Pavelski     | San Jose Sharks     | 82 | 38 | 40 | 78  | +25 | 30  |
| Johnny Gaudreau  | Calgary Flames      | 79 | 30 | 48 | 78  | +4  | 20  |
| Blake Wheeler    | Winnipeg Jets       | 82 | 26 | 52 | 78  | +8  | 49  |
| Artemij Panarin  | Chicago Blackhawks  | 80 | 30 | 47 | 77  | +8  | 32  |
| Evgenij Kuznecov | Washington Capitals | 82 | 20 | 57 | 77  | +27 | 32  |

#### Classifica portieri
La seguente lista elenca i migliori portieri al termine della stagione regolare con almeno 1800 minuti giocati.

| Giocatore         | Squadra             | PG | Min     | V  | S  | OTS | GS  | SO | Sv%  | MGS  |
| ----------------- | ------------------- | -- | ------- | -- | -- | --- | --- | -- | ---- | ---- |
| Ben Bishop        | Tampa Bay Lightning | 61 | 3584:38 | 35 | 21 | 4   | 123 | 6  | .926 | 2.06 |
| Brian Elliott     | St. Louis Blues     | 42 | 2263:00 | 23 | 8  | 6   | 78  | 4  | .930 | 2.07 |
| John Gibson       | Anaheim Ducks       | 40 | 2294:40 | 21 | 13 | 4   | 79  | 4  | .920 | 2.07 |
| Cory Schneider    | New Jersey Devils   | 58 | 3412:26 | 27 | 25 | 6   | 122 | 4  | .924 | 2.15 |
| Braden Holtby     | Washington Capitals | 66 | 3841:11 | 48 | 9  | 7   | 141 | 3  | .922 | 2.20 |
| Jonathan Quick    | Los Angeles Kings   | 68 | 4034:29 | 40 | 23 | 5   | 149 | 5  | .918 | 2.22 |
| Michal Neuvirth   | Philadelphia Flyers | 32 | 1825:29 | 18 | 8  | 4   | 69  | 3  | .924 | 2.27 |
| Martin Jones      | San Jose Sharks     | 65 | 3785:52 | 37 | 23 | 4   | 143 | 6  | .918 | 2.27 |
| Marc-André Fleury | Pittsburgh Penguins | 43 | 2297:56 | 35 | 17 | 6   | 132 | 5  | .921 | 2.29 |
| Frederik Andersen | Anaheim Ducks       | 43 | 2091:11 | 22 | 9  | 7   | 88  | 3  | .919 | 2.30 |

### Traguardi significativi
- Il 21 novembre 2015 Patrick Marleau, attaccante dei San Jose Sharks, registra il punto numero 1000 in carriera; è l'83º giocatore NHL che raggiunge questo traguardo, e il 16º che lo raggiunge giocando per una sola squadra[13].
- Il 27 novembre 2015 Dave Tippett, allenatore degli Arizona Coyotes, conquista la vittoria numero 500 in carriera; è il 22º allenatore NHL che raggiunge questo traguardo[14].
- Il 31 dicembre 2015 Shane Doan, attaccante degli Arizona Coyotes, diventa il leader nella storia della squadra per reti segnate, con la sua rete numero 380 con la maglia dei Coyotes/Jets, superando Dale Hawerchuk[15].
- Il 4 gennaio 2016 Jarome Iginla, attaccante dei Colorado Avalanche, segna la sua rete numero 600 in carriera; è il 19º giocatore NHL che raggiunge questo traguardo[16].
- Il 10 gennaio 2016 Aleksandr Ovečkin, attaccante dei Washington Capitals, segna la sua rete numero 500 in carriera; è il 43º giocatore NHL che raggiunge questo traguardo, raggiunto in 801 partite giocate. Solo quattro giocatori nella storia della NHL hanno impiegato un minor numero di partite: Wayne Gretzky (575), Mario Lemieux (605), Mike Bossy (647) e Brett Hull (697)[17].
- Il 14 gennaio 2016 Joel Quenneville, allenatore dei Chicago Blackhawks, conquista la vittoria numero 783 in carriera e sale al secondo posto nella classifica di tutti i tempi superando Al Arbour[18].
- Il 16 gennaio 2016 Henrik Lundqvist, portiere dei New York Rangers, raggiunge le 20 vittorie in stagione; diventa così il primo portiere a cominciare la sua carriera NHL con 11 stagioni consecutive da 20 vittorie, e il terzo, dopo Tony Esposito e Martin Brodeur, a registrare 11 stagioni consecutive da 20 vittorie durante la propria carriera.[19].
- Il 17 gennaio 2016 Roberto Luongo, portiere dei Florida Panthers, gioca la partita numero 900 in carriera; è il settimo portiere NHL che raggiunge questo traguardo[20].
- Il 21 gennaio 2016 Daniel Sedin, attaccante dei Vancouver Canucks, diventa il leader nella storia della squadra per reti segnate, con la sua rete numero 347 con la maglia dei Canucks, superando Markus Näslund[21].
- Il 20 febbraio 2016 Jaromír Jágr, attaccante dei Florida Panthers, segna la sua rete numero 742 in carriera e sale al terzo posto nella classifica di tutti i tempi superando Brett Hull[22]. Jágr aveva cominciato la stagione al quinto posto, superando anche Marcel Dionne nel corso della stagione.

## Playoff

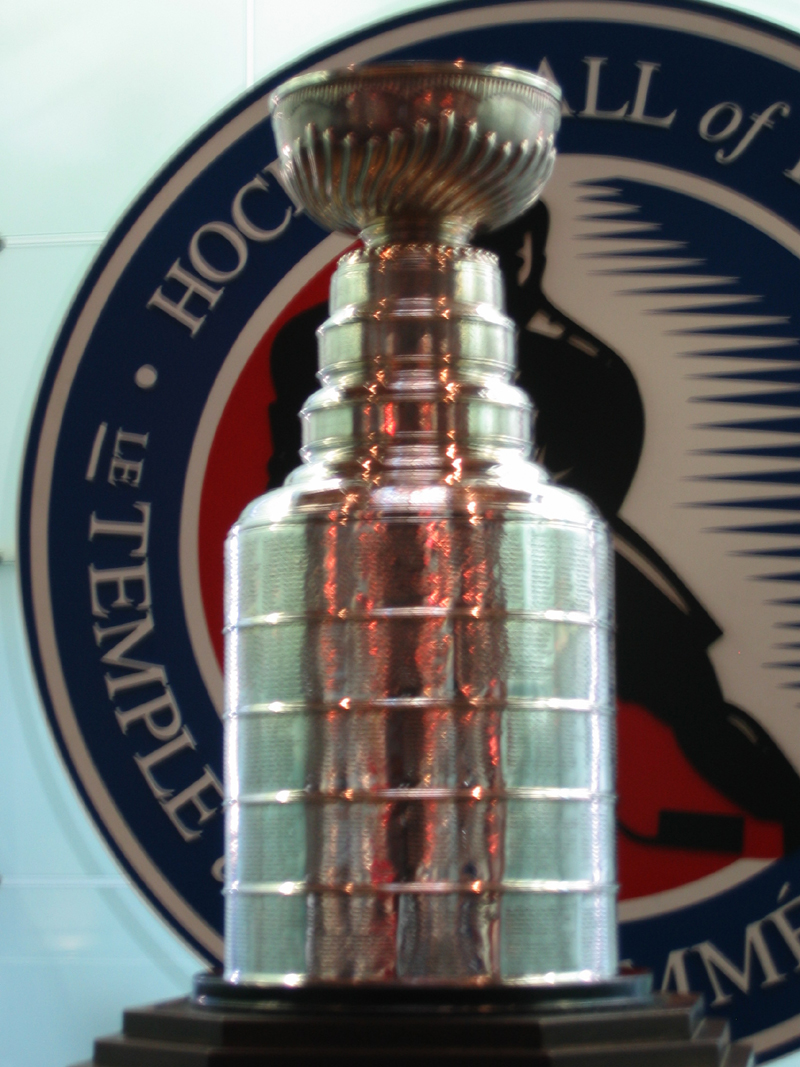
Il trofeo della Stanley Cup

Al termine della stagione regolare le migliori 16 squadre del campionato si qualificano per i playoff. I Washington Capitals si aggiudicarono la Presidents' Trophy avendo ottenuto il miglior record della lega con 120 punti. Si qualificano automaticamente le prime tre squadre di ciascuna Division più altre due squadre per ogni Conference in base al numero di punti ottenuti nella stagione regolare. Queste wild card disputano il primo turno contro le vincitrici di ogni Division.

### Tabellone playoff
Nei primi due turni il fattore campo appartiene alla testa di serie più alta, mentre nelle finali di conference e nella finale di Stanley Cup il fattore campo si determina dai punti ottenuti in stagione regolare. Ciascuna serie, al meglio delle sette gare, segue il formato 2-2-1-1-1: la squadra con il vantaggio del campo disputa in casa Gara-1 e 2, (ed eventualmente anche Gara-5 e 7), mentre l'altra gioca nel proprio palazzetto Gara-3 e 4 (ed eventualmente anche Gara-6).
|  | Quarti di finale di conference | Quarti di finale di conference | Quarti di finale di conference |   |                     | Semifinali di conference | Semifinali di conference | Semifinali di conference |  |    | Finali di conference | Finali di conference | Finali di conference |  |    | Finale Stanley Cup  | Finale Stanley Cup | Finale Stanley Cup |
|  |                                |                                |                                |   |                     |                          |                          |                          |  |    |                      |                      |                      |  |    |                     |                    |                    |
|  | A1                             | Florida Panthers               | 2                              |   |                     |                          |                          |                          |  |    |                      |                      |                      |  |    |                     |                    |                    |
|  | WC                             | New York Islanders             | 4                              |   |                     |                          |                          |                          |  |    |                      |                      |                      |  |    |                     |                    |                    |
|  | WC                             | New York Islanders             | 4                              |   | WC                  | New York Islanders       | 1                        |                          |  |    |                      |                      |                      |  |    |                     |                    |                    |
|  |                                |                                |                                |   | WC                  | New York Islanders       | 1                        |                          |  |    |                      |                      |                      |  |    |                     |                    |                    |
|  |                                | A2                             | Tampa Bay Lightning            | 4 |                     |                          |                          |                          |  |    |                      |                      |                      |  |    |                     |                    |                    |
|  | A2                             | A2                             | Tampa Bay Lightning            | 4 | Tampa Bay Lightning | 4                        |                          |                          |  |    |                      |                      |                      |  |    |                     |                    |                    |
|  | A2                             |                                |                                |   | Tampa Bay Lightning | 4                        |                          |                          |  |    |                      |                      |                      |  |    |                     |                    |                    |
|  | A3                             | Detroit Red Wings              | 1                              |   |                     |                          |                          |                          |  |    |                      |                      |                      |  |    |                     |                    |                    |
|  | A3                             | Detroit Red Wings              | 1                              |   |                     |                          |                          |                          |  | A2 | Tampa Bay Lightning  | 3                    |                      |  |    |                     |                    |                    |
|  | Eastern Conference             |                                |                                |   |                     |                          |                          |                          |  | A2 | Tampa Bay Lightning  | 3                    |                      |  |    |                     |                    |                    |
|  |                                | M2                             | Pittsburgh Penguins            | 4 |                     |                          |                          |                          |  |    |                      |                      |                      |  |    |                     |                    |                    |
|  | M1                             | M2                             | Pittsburgh Penguins            | 4 | Washington Capitals | 4                        |                          |                          |  |    |                      |                      |                      |  |    |                     |                    |                    |
|  | M1                             |                                |                                |   | Washington Capitals | 4                        |                          |                          |  |    |                      |                      |                      |  |    |                     |                    |                    |
|  | WC                             | Philadelphia Flyers            | 2                              |   |                     |                          |                          |                          |  |    |                      |                      |                      |  |    |                     |                    |                    |
|  | WC                             | Philadelphia Flyers            | 2                              |   | M1                  | Washington Capitals      | 2                        |                          |  |    |                      |                      |                      |  |    |                     |                    |                    |
|  |                                |                                |                                |   | M1                  | Washington Capitals      | 2                        |                          |  |    |                      |                      |                      |  |    |                     |                    |                    |
|  |                                | M2                             | Pittsburgh Penguins            | 4 |                     |                          |                          |                          |  |    |                      |                      |                      |  |    |                     |                    |                    |
|  | M2                             | M2                             | Pittsburgh Penguins            | 4 | Pittsburgh Penguins | 4                        |                          |                          |  |    |                      |                      |                      |  |    |                     |                    |                    |
|  | M2                             |                                |                                |   | Pittsburgh Penguins | 4                        |                          |                          |  |    |                      |                      |                      |  |    |                     |                    |                    |
|  | M3                             | New York Rangers               | 1                              |   |                     |                          |                          |                          |  |    |                      |                      |                      |  |    |                     |                    |                    |
|  | M3                             | New York Rangers               | 1                              |   |                     |                          |                          |                          |  |    |                      |                      |                      |  | M2 | Pittsburgh Penguins | 4                  |                    |
|  |                                |                                |                                |   |                     |                          |                          |                          |  |    |                      |                      |                      |  | M2 | Pittsburgh Penguins | 4                  |                    |
|  |                                | P3                             | San Jose Sharks                | 2 |                     |                          |                          |                          |  |    |                      |                      |                      |  |    |                     |                    |                    |
|  | C1                             | P3                             | San Jose Sharks                | 2 | Dallas Stars        | 4                        |                          |                          |  |    |                      |                      |                      |  |    |                     |                    |                    |
|  | C1                             |                                |                                |   | Dallas Stars        | 4                        |                          |                          |  |    |                      |                      |                      |  |    |                     |                    |                    |
|  | WC                             | Minnesota Wild                 | 2                              |   |                     |                          |                          |                          |  |    |                      |                      |                      |  |    |                     |                    |                    |
|  | WC                             | Minnesota Wild                 | 2                              |   | C1                  | Dallas Stars             | 3                        |                          |  |    |                      |                      |                      |  |    |                     |                    |                    |
|  |                                |                                |                                |   | C1                  | Dallas Stars             | 3                        |                          |  |    |                      |                      |                      |  |    |                     |                    |                    |
|  |                                | C2                             | St. Louis Blues                | 4 |                     |                          |                          |                          |  |    |                      |                      |                      |  |    |                     |                    |                    |
|  | C2                             | C2                             | St. Louis Blues                | 4 | St. Louis Blues     | 4                        |                          |                          |  |    |                      |                      |                      |  |    |                     |                    |                    |
|  | C2                             |                                |                                |   | St. Louis Blues     | 4                        |                          |                          |  |    |                      |                      |                      |  |    |                     |                    |                    |
|  | C3                             | Chicago Blackhawks             | 3                              |   |                     |                          |                          |                          |  |    |                      |                      |                      |  |    |                     |                    |                    |
|  | C3                             | Chicago Blackhawks             | 3                              |   |                     |                          |                          |                          |  | C2 | St. Louis Blues      | 2                    |                      |  |    |                     |                    |                    |
|  | Western Conference             |                                |                                |   |                     |                          |                          |                          |  | C2 | St. Louis Blues      | 2                    |                      |  |    |                     |                    |                    |
|  |                                | P3                             | San Jose Sharks                | 4 |                     |                          |                          |                          |  |    |                      |                      |                      |  |    |                     |                    |                    |
|  | P1                             | P3                             | San Jose Sharks                | 4 | Anaheim Ducks       | 3                        |                          |                          |  |    |                      |                      |                      |  |    |                     |                    |                    |
|  | P1                             |                                |                                |   | Anaheim Ducks       | 3                        |                          |                          |  |    |                      |                      |                      |  |    |                     |                    |                    |
|  | WC                             | Nashville Predators            | 4                              |   |                     |                          |                          |                          |  |    |                      |                      |                      |  |    |                     |                    |                    |
|  | WC                             | Nashville Predators            | 4                              |   | WC                  | Nashville Predators      | 3                        |                          |  |    |                      |                      |                      |  |    |                     |                    |                    |
|  |                                |                                |                                |   | WC                  | Nashville Predators      | 3                        |                          |  |    |                      |                      |                      |  |    |                     |                    |                    |
|  |                                | P3                             | San Jose Sharks                | 4 |                     |                          |                          |                          |  |    |                      |                      |                      |  |    |                     |                    |                    |
|  | P2                             | P3                             | San Jose Sharks                | 4 | Los Angeles Kings   | 1                        |                          |                          |  |    |                      |                      |                      |  |    |                     |                    |                    |
|  | P2                             |                                |                                |   | Los Angeles Kings   | 1                        |                          |                          |  |    |                      |                      |                      |  |    |                     |                    |                    |
|  | P3                             | San Jose Sharks                | 4                              |   |                     |                          |                          |                          |  |    |                      |                      |                      |  |    |                     |                    |                    |

### Stanley Cup
La finale della Stanley Cup 2016 è una serie al meglio delle sette gare che determinerà il campione della National Hockey League per la stagione 2015-16. Nella storia dei playoff è la prima sfida in assoluto fra i Pittsburgh Penguins e i San Jose Sharks. Per i Pittsburgh Penguins si trattò della quinta apparizione nella finale della Stanley Cup dopo il titolo conquistato nel 2009 contro i Detroit Red Wings. Per San Jose fu invece la prima apparizione in assoluto dalla fondazione della franchigia nel 1990.

## Premi NHL

### Riconoscimenti
- Stanley Cup: Pittsburgh Penguins
- Presidents' Trophy: Washington Capitals
- Prince of Wales Trophy: Pittsburgh Penguins
- Clarence S. Campbell Bowl: San Jose Sharks
- Art Ross Trophy: Patrick Kane (Chicago Blackhawks)
- Bill Masterton Memorial Trophy: Jaromír Jágr (Florida Panthers)
- Calder Memorial Trophy: Artemij Panarin (Chicago Blackhawks)
- Conn Smythe Trophy: Sidney Crosby (Pittsburgh Penguins)
- Frank J. Selke Trophy: Anže Kopitar (Los Angeles Kings)
- Hart Memorial Trophy: Patrick Kane (Chicago Blackhawks)
- Jack Adams Award: Barry Trotz (Washington Capitals)
- James Norris Memorial Trophy: Drew Doughty (Los Angeles Kings)
- King Clancy Memorial Trophy: Henrik Sedin (Vancouver Canucks)
- Lady Byng Memorial Trophy: Anže Kopitar (Los Angeles Kings)
- Mark Messier Leadership Award: Shea Weber (Nashville Predators)
- Maurice Richard Trophy: Aleksandr Ovečkin (Washington Capitals)
- NHL Foundation Player Award: Mark Giordano (Calgary Flames)
- NHL General Manager of the Year Award: Jim Rutherford (Pittsburgh Penguins)
- Ted Lindsay Award: Patrick Kane (Chicago Blackhawks)
- Vezina Trophy: Braden Holtby (Washington Capitals)
- William M. Jennings Trophy: Frederik Andersen e John Gibson (Anaheim Ducks)

### NHL All-Star Team
First All-Star Team
- Attaccanti: Jamie Benn • Sidney Crosby • Patrick Kane
- Difensori: Erik Karlsson • Drew Doughty
- Portiere: Braden Holtby

Second All-Star Team
- Attaccanti: Aleksandr Ovečkin • Joe Thornton • Vladimir Tarasenko
- Difensori: Kris Letang • Brent Burns
- Portiere: Ben Bishop

NHL All-Rookie Team
- Attaccanti: Artemij Panarin • Connor McDavid • Jack Eichel
- Difensori: Shayne Gostisbehere • Colton Parayko
- Portiere: John Gibson